# Arthur C. Clarke
Sir Arthur Charles Clarke (født 16. december 1917, død 19. marts 2008) var en britisk forfatter og opfinder, der var bosiddende i Sri Lanka. Han var måske mest kendt for sin science fiction-roman Rumrejsen år 2001 (2001: A Space Odyssey). Den er løst baseret på Clarkes novelle "The Sentinel", men blev til en roman mens han med Stanley Kubrick arbejdede på et filmmanuskript. Kubrick bad Clarke om at skrive en roman med det specifikke formål, at lave en god science fiction-film, og der blev stadig skrevet på romanen mens filmen blev indspillet. Resultatet var et af de mest enestående samarbejder i mediehistorien.
Clarke har skrevet mange andre bøger, blandt andre Rama-romanerne og flere efterfølgere til 2001, og mange noveller. Asteroiden (4923) Clarke er opkaldt efter ham.
Den visionære forfatter har skrevet over 70 bøger. Mest kendt er han for "The Sentinel", som senere blev til Stanley Kubricks "2001: A Space Odyssey". Filmen indbragte de to en Oscar-nominering.
Clarke blev nomineret til Nobelprisen i 1994 for at have forudset satellitter. Han er også krediteret for i 1945 at have fremsat teorien om geostationære satellitter som ideelle til telekommunikation. Det var årtier før, de blev til virkelighed.
I 1940’erne forudså Clarke ligeledes, at mennesker ville komme til at gå på Månen. En idé der blev anset for latterlig på det tidspunkt.
Astronomen Sir Patrick Moore kalder sin ven en stor visionær, fremragende science-fiction-forfatter og en stor spåmand.
»Clarke sagde, at der ville være en mand på Månen inden 1970, imens jeg sagde 1980. Han fik ret,« fortæller Sir Patrick Moore.

## Fra jordbrug til himmelfart
Clarke blev født i kystbyen Minehead i England 16. december 1917 som søn i en landmandsfamilie. Efter at være flyttet til London i 1936 begyndte Clarke at bidrage til The British Interplanetary Societys Bulletin og skrive science-fiction. I en periode kort efter Anden Verdenskrig blev han endda formand for The British Interplanetary Society.
Under krigen gjorde Arthur Clarke tjeneste som radarspecialist i Royal Air Force og fik til sidst ansvaret for et nyt radarsystem. Et arbejde, som senere dannede grundlaget til Clarkes eneste bog, der ikke var science-fiction, "Glide Path".
I oktober 1945 udgav det britiske magasin Wireless World Arthur Clarkes artikel "Extra-terrestrial Relays", der gav et grundrids til principperne i de første telekommunikationssatellitter. Teorien blev dog først realiseret 25 år senere. Det geostationære kredsløb 36.000 kilometer over Ækvator bærer i dag navnet "The Clarke Orbit" efter ham.
I løbet af arbejdet med satellitterne samarbejdede Clarke med forskere og ingeniører fra USA om at udvikle rumfartøjer og affyringsramper og holdt tale i FN om en fredelig anvendelse af rummet.
Også inden for tv slog Clarke sine folder. Han arbejdede sammen med Walter Cronkite og Wally Schirra under CBS’ dækning af Apollo 12 og 15-rumfarterne.
Sit aktive liv til trods var Clarke i lange perioder plaget af alvorlig sygdom. Han fik poliomyelitt i 1959. I 1962 blev han midlertidig lammet efter en ulykke. I 1988 blev han diagnosticeret med postpolio-syndrom. Efter dette blev han tvunget til at bruge rullestol. Hans dykkerskole ved Hikkaduwa, syd for Colombo ble ødelagt under tsunamien i december 2004 men senere genopbygget.

## Emigration til Ceylon
Men mest kendt er Clarke for sit sci-fi-forfatterskab. Hans første professionelle udgivelse var "Rescue Party" i 1945. Verdensberømt blev han dog først med "The Sentinel".
Hans bøger var fremadrettede og han var ikke bange for at spå om kommende opfindelser som f.eks. i hans roman "Fontænerne i Edens Have". Han skrev bogen mens han boede på Sri Lanka og den handler om at man bygger en rumelevator, baseret på det ufatteligt stærke materiale, man opfandt til brug for bærekablerne på Gibraltarbroen. NASA har taget ideen op for nogle år siden og forsker løs for at finde "materialet". Det nærmeste man er kommet til dette er nanorør baseret på kulstof-60.
Clarke besøgte Sri Lankas hovedstad Colombo for første gang i 1954. To år senere emigrerede han til øriget, der dengang hed Ceylon, hvor han boede til sin død. I Sri Lanka forfulgte Clarke sin passion for dykning. Det var også undervandseventyrene, der førte ham sammen med Marilyn Mayfield, som han var gift med i ti år.
I 1998 blev Clarke slået til ridder for sit livsværk.
I december 2007 fejrede Clarke sin 90-års-fødselsdag med tre ønsker. E.T. skulle ringe, menneskeheden skulle sløjfe sine olievaner, og der skulle komme fred i Sri Lanka.

## Clarkes tre love
Clarke formulerede tre regler for at spå om fremtiden, kendt som "Clarkes tre love":
1. Når en anerkendt, ældre videnskabsmand fastslår at noget er muligt, har han sandsynligvis ret. Når han fastslår at noget er umuligt, tager han med stor sandsynlighed fejl.[3]
2. Den eneste mulige metode for at kortlægge grænserne for hvad som er muligt, er at drage en lille smule forbi dem over i det umulige.[4]
3. En tilstrækkelig avanceret teknologi kan ikke skelnes fra magi.[5]

Særlig Clarkes 3. lov, som påpeger at når en teknologi er tilstrækkelig avanceret sammenlignet med observatørens referenceramme kan den bare forklares som magi, er vidt kendt og citeret.

## Forfatterskab
(kun medtaget bøger som er blevet oversat til dansk)
- 1951: På opdagelse i verdensrummet (The Exploration of Space)
- 1951: Marchen mod stjernerne : en fremtidsroman (Prelude to Space)
- 1952: Ferie i verdensrummet (Islands in the Sky)
- 1953: Det tavse århundrede/Ud af barndommen (Childhood's End)
- 1953: Ekspedition til jorden (Expedition to Earth) – noveller
- 1954: Ud af barndommen (Childhood's End)
- 1962: Ti verdener (Tales of Ten Worlds) – noveller
- 1963: Delfinernes ø (Dolphin Island)
- 1956: Byen og stjernerne (The City and the Stars) – revision af hans egen "Against the Fall of Night" (1953)
- 1957: Fra den hvide hjort (Tales from the White Hart) – noveller
- 1968: Rumrejsen år 2001 (2001: A Space Odyssey)
- 1973: Rendezvous med Rama (Rendezvous with Rama)
- 1979: Fontænerne i Edens have (The Fountains of Paradise)
- 1982: 2010 : Odyssé to (2010: Odyssey Two)
- 1987: 2061 Odyssé tre (2061: Odyssey three)
- 1988: Møde med Medusa (A Meeting With Medusa)
- 1994: Illustreret videnskabs store bog om mystik (Arthur C. Clarke's A-Z of Mysteries)
- 1997: 3001 Den sidste odyssé (3001: The final odyssey)